# Acragas carinatus
Acragas carinatus là một loài nhện trong họ Salticidae.
Loài này thuộc chi Acragas. Acragas carinatus được Crane miêu tả năm 1943.